# Реймерс (лунный кратер)
Кратер Реймерс (лат. Reimarus) — крупный древний ударный кратер в южном полушарии видимой стороны Луны. Название присвоено в честь немецкого астронома и математика Николаса Реймерса (1551 — 1600)  и утверждено Международным астрономическим союзом в 1935 г. Образование кратера относится к донектарскому периоду.

## Описание кратера
Ближайшими соседями кратера являются кратер Маллет на западе-северо-западе; кратер Вега на северо-востоке и кратер Брисбен на востоке-юго-востоке. На западе-юго-западе от кратера расположена долина Рейта. Селенографические координаты центра кратера 47°41′ ю. ш. 60°25′ в. д. / 47,69° ю. ш. 60,42° в. д., диаметр 47,6 км, глубина 3050 м.
Кратер Реймерс имеет полигональную форму и значительно разрушен. Вал сглажен и перекрыт множеством кратеров различного размера, особенно в западной части. Высота вала над окружающей местностью достигает 1110 м, объем кратера составляет приблизительно 1800 км³. Дно чаши пересеченное, отмечено множеством мелких кратеров. В юго-западной части чаши расположен приметный крупный кратер.

## Сателлитные кратеры
| Реймерс | Координаты                                            | Диаметр, км |
| ------- | ----------------------------------------------------- | ----------- |
| A       | 48°51′ ю. ш. 59°56′ в. д. / 48,85° ю. ш. 59,93° в. д. | 29,4        |
| B       | 49°29′ ю. ш. 60°29′ в. д. / 49,49° ю. ш. 60,49° в. д. | 18,9        |
| C       | 50°11′ ю. ш. 59°31′ в. д. / 50,19° ю. ш. 59,51° в. д. | 12,4        |
| F       | 49°29′ ю. ш. 58°43′ в. д. / 49,49° ю. ш. 58,71° в. д. | 6,9         |
| H       | 49°16′ ю. ш. 62°14′ в. д. / 49,26° ю. ш. 62,23° в. д. | 11,2        |
| R       | 47°39′ ю. ш. 64°00′ в. д. / 47,65° ю. ш. 64° в. д.    | 33,2        |
| S       | 47°51′ ю. ш. 62°50′ в. д. / 47,85° ю. ш. 62,83° в. д. | 9,6         |
| T       | 48°20′ ю. ш. 63°26′ в. д. / 48,33° ю. ш. 63,43° в. д. | 28,1        |
| U       | 48°34′ ю. ш. 62°18′ в. д. / 48,57° ю. ш. 62,3° в. д.  | 22,1        |

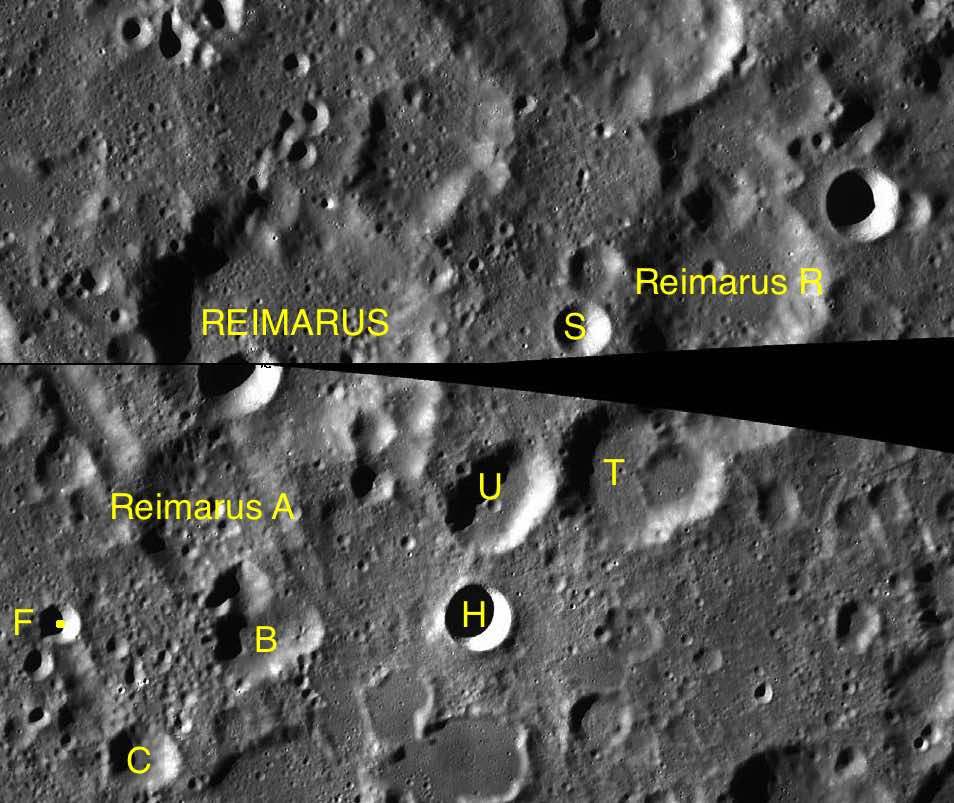
Фрагменты карт LAC-115, LAC-128.

- Образование сателлитного кратера Реймерс R относится к донектарскому периоду[1].

## См.также
- Список кратеров на Луне
- Лунный кратер
- Морфологический каталог кратеров Луны
- Планетная номенклатура
- Селенография
- Минералогия Луны
- Геология Луны
- Поздняя тяжёлая бомбардировка